# Герб комуни Чиль
Герб комуни Чиль (швед. Kils kommunvapen) — символ шведської адміністративно-територіальної одиниці місцевого самоврядування комуни Чиль. 

## Історія
Герб ландскомуни Стура-Чиль отримав королівське затвердження 1963 року. 
Після адміністративно-територіальної реформи, проведеної в Швеції на початку 1970-х років, муніципальні герби стали використовуватися лишень комунами. Цей герб 1971 року був перебраний для нової комуни Чиль.
Герб комуни офіційно зареєстровано 1974 року.

## Опис (блазон)
У срібному полі синє вузьке перекинуте вістря. 

## Зміст
Номінальний символ: геральдична фігура утворює клин (швед. kil) і вказує на назву комуни.